# リブラン
株式会社リブラン（りぶらん、英称：Livlan Co., Ltd.）は、東京都板橋区大山町17番4の「リブランビル」に本社を置く不動産会社、デベロッパーである。1998年首都圏マンション供給ランキング埼玉県5位、2001年首都圏マンション供給ランキング埼玉県11位。

## 沿革
- 1968年（昭和43年）12月  -  千葉建設㈱を設立（資本金300万円）、本社を板橋区常盤台に置く。
- 1985年（昭和60年）5月   -  千葉建設㈱を㈱リブランと社名を改める。東京都 板橋区大山町17番4号に本社を移転。
- 2001年（平成13年）9月        -  ㈱リブランひと住文化研究所設立。
- 2005年（平成17年）11月       -  ㈱リブランマインド設立。
- 2008年（平成20年）11月       -  ㈱リブラン、㈱リブラン販売、㈱リブランひと住文化研究所を合併し、㈱リブランとする。

## 主な受賞
- 2000年（平成12年）
  - 賃貸マンション「ミュージション川越」が通産省より平成12年度グッドデザイン賞を受賞
- 2004年（平成16年）
  - コーポラティブ住宅「欅ハウス」が(社)日本住宅建設産業協会より第4回事業表彰優秀事業賞を受賞
- 2005年（平成17年）
  - 賃貸マンション「ミュージション志木」が財団法人日本産業デザイン振興会よりグッドデザイン賞を受賞
- 2006年（平成18年）
  - 分譲マンション「エコヴィレッジ常盤台けやきの公園」が財団法人日本産業デザイン振興会よりグッドデザイン賞を受賞
- 2009年（平成21年）
  - エコミックスデザインが日本居住福祉学会より居住福祉認定証を受ける
  - 社団法人不動産学会より業績賞を受賞

## 番組提供・CM
- FM yokohama classic Color （2014年）
- ピアニストの長富彩を起用した賃貸マンション「ミュージション」のCMをスポット放映（2013年）

## テレビ番組
- 日経スペシャル ガイアの夜明け 都市を冷やせ「～ストップ! “ヒートアイランド”～」（2007年8月14日、テレビ東京）[2] - エアコンいらず生活を提案するリブランを取材。